# IC 849
IC 849 је спирална галаксија у сазвјежђу Дјевица која се налази на листи објеката дубоког неба у Индекс каталогу.
Деклинација објекта је - 0° 56' 33" а ректасцензија 13h 7m 38,7s. Привидна величина (магнитуда) објекта IC 849 износи 13,1 а фотографска магнитуда 13,8. IC 849 је још познат и под ознакама UGC 8202, MCG 0-34-2, CGCG 16-3, IRAS 13050-0040, PGC 45480.